# The Granstream Saga
The Granstream Saga est un jeu vidéo de type action-RPG développé par Shade et édité par SCEE. Il est sorti sur PlayStation au Japon en 1997, aux États-Unis en 1998 et en Europe en 1999. Le jeu a été développé par Shade, une firme fondée par d'anciens membres des studios Falcom, Enix et Quintet ayant travaillé sur la série Ys ainsi que sur les jeux Soul Blazer, Illusion of Time et Terranigma.
Il n’a pas eu de réel succès auprès du public. Malgré les graphismes peu soignés, les cinématiques sont époustouflantes ainsi que le scénario bien travaillé.[non neutre]

## Synopsis
Cent ans avant le début de l'histoire, une grande guerre a eu lieu entre l'armée de l'alliance des esprits et l'armée impériale. Elle s'est éternisée, aucun des deux camps ne réussissant à obtenir l'avantage. Les magiciens impériaux ont employé une nouvelle arme dont l'objectif était de toucher directement le cœur de l'armée ennemi, avec l'intention de causer de lourds dommages sur leur territoire, mais une grave erreur de calcul a fait basculer l'axe de rotation et a provoqué un réchauffement planétaire.
Avant que la Terre ne coule, quatre sages ont créé une machine pour permettre à quatre continents de flotter et échapper ainsi à la mort. Cette machine s'appelle Airlim. Les sages ont laissé le mécanisme entre les mains de leurs descendants. Cependant, de nos jours, ces descendants ont disparu et le reste des continents a commencé à couler. C'est alors qu'un orphelin nommé Eon est recueilli par Valos son père adoptif. Ses parents avaient donné un sceptre mystérieux à Eon pour qu’il sauve ces continents flottants. Accompagné de Arcia et de Laramee, Eon poursuit sa mission durant laquelle il devra faire des choix difficiles.